# Reserva índia Kaibab

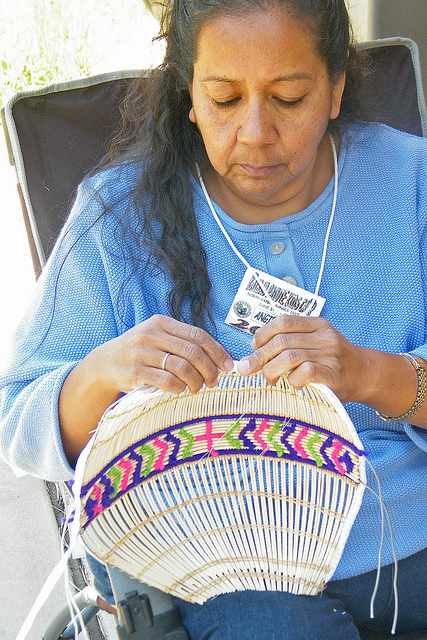
L'artesana Angie Bulletts (paiute Kaibab), Arizona, 2011

La Reserva Índia Kaibab és la llar de la Kaibab Band of Paiute Indians, una tribu reconeguda federalment dels Paiute del Sud. La reserva índia es troba a la part septentrional de l'estat d'Arizona. Cobreix una superfície de 488,861 km²) al nord-est del comtat de Mohave i el nord-oest del comtat de Coconino adjacent a la frontera meridional amb Utah. El Pipe Spring National Monument es troba a la part sud-oest de la reserva.
Segons el cens de 2000 té una població de 196 habitants.

## Geografia
Segons l'Oficina del Cens dels Estats Units, la reserva té una superfície total de 488,9 km² (188,8 mi²), gairebé tota ella terra ferma.

## Demografia
Segons el cens de 2000, hi havia 196 persones, 65 cases, i 49 famílies residint a la reserva. La densitat de població era d'1/mi² (0,4/km²). Hi havia 88 habitatges en una densitat mitjana de 0,5/mi² (0,2/km²). La composició etnoracial de la reserva era de 23,47% blancs, 66,84% amerindis, 4,59% d'altres races, i 5,10% de dues races o més, sense que cap s'identifiqui com a afroamericà o negre, asiàtic, o de les illes del Pacífic. El 10,20% de la població eren hispans o llatins de qualsevol raça.
Hi havia 65 habitatges dels quals al 61,54% tenien nens de menys de 18 que vivien amb ells, el 36,92% parelles casades vivint junts, el 32,31% tenien un cap de família femení sense presència de marit, i 24,62% no eren unitats familiars. El 23,08% de tots els habitatges eren individuals i en l'1,54% hi viu alguna persona anciana de 65 anys o més. El nombre mitjà d'habitatges era 3,02 i el nombre mitjà de famílies era de 3,49. A la població de la reserva el 44,39% tenen menys de 18 anys, el 9,69% entre 18 i 24 anys, el 24,49% entre 25 i 44, el 19,90% de 45 a 64, i l'1,53% tenia 65 anys o més. La mitjana d'edat era de 22 anys. Per cada 100 dones hi havia 73,45 homes. Per cada 100 dones de 18 o més anys hi havia 75,81 homes.
La renda mediana per habitatge a la reserva era de 20.000 $, amb unsa renda mediana per família de 21.250 $. Els homes tenien una renda mediana de 22.000 $ contra 16.607 $ les dones. La renda per capita per a la reserva era de 7.951 $. Sobre el 29,69% de famílies i el 31,65% de la població estava per sota de la llindar de la pobresa.